# الکسی پوپگربسکی
الکسی پوپگربسکی (روسی: Алексе́й Петро́вич Попогре́бский؛ زادهٔ ۷ اوت ۱۹۷۲) کارگردان فیلم، فیلم‌نامه‌نویس اهل اتحاد جماهیر شوروی سوسیالیستی است.